# Ivan Kusnjer
Ivan Kusnjer (* 10. listopadu 1951 Rokycany) je český barytonista, koncertní a operní zpěvák.
Má velký hlasový rozsahu do vysoké, téměř tenorové polohy. Kusnjer je vyhledávaným interpretem italských operních rolí, ale také písní, oratorií či kantát.

## Vzdělání a hudební činnost

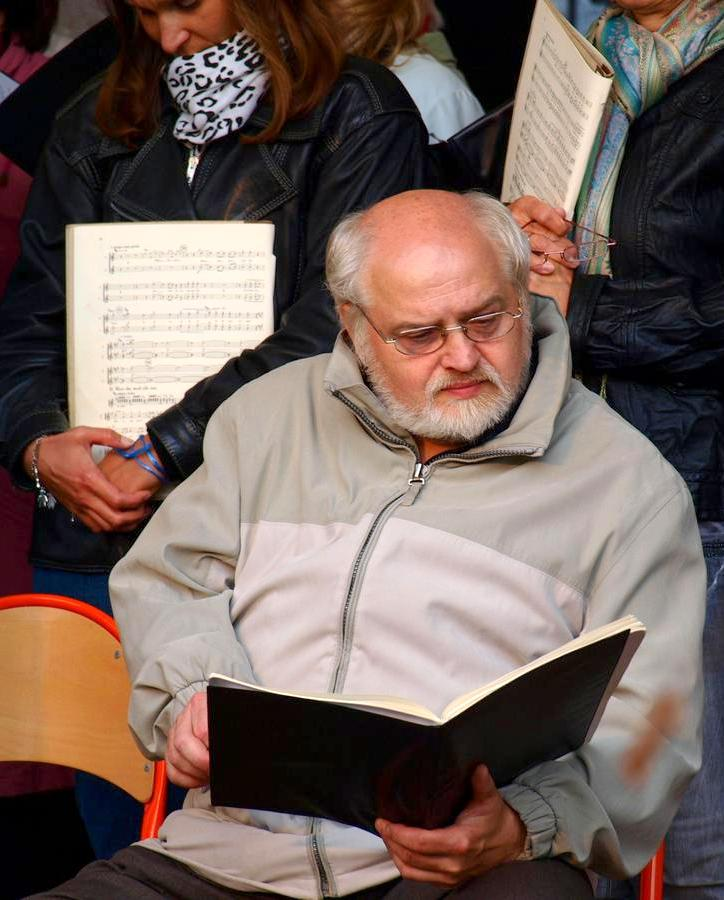
Ivan Kusnjer (2010)

Ivan Kusnjer se narodil v Rokycanech v roce 1951. Po maturitě na průmyslové škole v Plzni studoval na Hudební fakultě pražské HAMU u Teodora Šrubaře, kde absolvoval v roce 1975. Od roku 1988 na též škole (HAMU) začal působit jako pedagog. V roce 2011 úspěšně obhájil docenturu a následně v roce 2016 vykonal obhajobu profesury.
Ztvárnil operní role v Ostravě a Brně. V roce 1982 začal působit jako sólista Národního divadla v Praze. Účastnil se mistrovských kurzů Accademia Sigiana v Sieně a Accademia Santa Cecilia v Římě.
Účinkoval v operních představeních a na koncertních scénách po celém světě, včetně milánské La Scaly, newyorské Carnegie Hall, pařížských Opéra-Comique a Théâtre du Châtelet, dále v Opéra national de Lorraine v Nancy, ve vídeňské Státní opeře, v bruselské La Monnaie, či Berlínské státní opeře. Získal čestné uznání na festivalech v Cagliari, Hongkongu, Tel Avivu, Frankfurtu nad Mohanem a Göteborgu.
Ivan Kusnjer je zakladatelem nadace Fatum foundation, podporující rodiny zesnulých hudebníků.

## Nahrávky (výběr)
- Výběr z českých oper (Supraphon 1984; reedice 2011)[3] Včetně árií z následujících děl:
  - Josef Mysliveček Abramo ed Isacco
  - Josef Leopold Zvonař Záboj
  - František Zdeněk Skuherský Lora
  - Karel Šebor Templáři na Moravě
  - Bedřich Smetana Braniboři v Čechách
  - Antonín Dvořák Vanda
  - Josef Richard Rozkošný Svatojanské proudy
  - Karel Bendl Lejla
  - Eduard Nápravník Dubrovskij
  - Josef Bohuslav Foerster Jessika
  - Otakar Ostrčil Vlasty skon
  - Zdeněk Fibich Hedy
  - Jiří Pauer Zuzana Vojířová
  - Vítězslav Novák Karlštejn

## Ocenění
- Cena Thálie (1994) za roli Tonia Leoncavallově opeře Pagliacci (Komedianti)
- Cena Thálie (1997) za roli krále Jiřího v Daviesově monodramatu Eight Songs for a Mad King
- Cena Gustava Mahlera (2000)
- Cena Thálie (2001) za roli Voka Vítkovice ve Smetanově opeře Čertova stěna [2]